# Il Divo
Az Il Divo egy Egyesült Királyságból származó, különböző nemzetiségű tagokból álló énekegyüttes. 2004-ben alakultak. Többféle stílusban alkotnak, a klasszikustól kezdve egészen az egyházi zenéig. Simon Cowell hozta össze a zenekart. Első nagylemezüket megalakulásuk évében, 2004-ben adták ki. Lemezkiadóik: Sony Music, Syco Records (Simon Cowell lemezkiadó cége), Columbia Records. Az egész világon népszerű együttesnek számítanak, Magyarországon különösen, többször is koncerteztek már hazánkban. Még az Irigy Hónaljmirigy is parodizálta őket 2007-es nagylemezükön.

## Tagok
- Carlos Marín † - ének (bariton) (2004-2021)
- Sébastien Izambard - gitár (2004-)
- Urs Bühler - zongora (2004-)
- David Miller - elektromos dob (2004-)

## Diszkográfia

### Stúdióalbumok
- Il Divo (2004)
- Ancora (2005)
- Siempre (2006)
- The Promise (2008)
- Wicked Game (2011)
- A Musical Affair (2013)
- Amor & Pasión (2015)
- Timeless (2018)
- For Once in My Life: A Celebration of Motown (2021)